# Пилипенко Віктор Васильович (академік)
Віктор Васильович Пилипенко (15 листопада 1935, місто Запоріжжя, тепер Запорізької області — 25 травня 2015, місто Дніпропетровськ) — український радянський діяч, фахівець в галузі технічної механіки, директор Інституту технічної механіки НАН України. Депутат Верховної Ради УРСР 11-го скликання. Академік Національної академії наук України (1982), доктор технічних наук (1968), професор (1971), член-кореспондент АН УРСР (у 1979–1982).

## Біографія
У 1954 — 1959 р. — студент Дніпропетровського державного університету. У 1959 році закінчив з відзнакою фізико-технічний факультет Дніпропетровського державного університету.
У серпні 1959 — 1961 року — інженер, у 1961—1962 роках — старший інженер, у 1962—1964 роках — начальник групи, у 1964—1966 роках — начальник сектору динаміки рідинних ракетних двигунів в Конструкторському бюро «Південне» міста Дніпропетровська. 
У 1961 році захистив кандидатську дисертацію. 
У серпні 1966 — 1970 року — старший науковий співробітник сектору проблем технічної механіки, з травня 1970 року — завідувач відділу динаміки гідромеханічних систем Дніпропетровського відділення Інституту механіки Академії наук УРСР. 
У 1968 році захистив докторську дисертацію. котра стала основою для майбутніх досліджень. Вона була присвячена проблемним завданням динаміки РРДУ (рідинних ракетних двигунів): теоретичним та експериментальним дослідженням запуску РРД, виконаних за схемами без допалення й із допаленням генераторного газу; експериментальним дослідженням кавітаційних коливань у системах живлення РРД; вивченню механізмів самозбудження та розробленню математичних моделей кавітаційних коливань; дослідженню впливу кавітації в насосах РРД на поздовжню стійкість ракет носіїв (РН) у польоті. 
Захопленість роботою приваблює до вченого молодь. Довкола нього формується колектив зі студентів і молодих наукових співробітників, який у подальшому стане основою відомої наукової школи в галузі динаміки РРДУ, створеної Пилипенком. 
Член КПРС з 1970 року.
У 1970—1978 роках — професор кафедри моторобудування на фізико-технічному факультеті Дніпропетровського державного університету. Віктор Пилипенко очолював організований ним відділ динаміки двигунних установок літальних апаратів. Цей відділ був підтриманий Міністерством загального машинобудування СРСР після успішного впровадження на одному з його підприємств результатів науково-дослідних робіт, виконаних ученим. Від часу організації й донині відділ розвиває оригінальний науковий напрям у галузі динаміки двигунів літальних апаратів.
Відділ динаміки двигунних установок під керівництвом В.В. Пилипенка, зазначає у своїй книжці Ігор Шаров, взяв активну участь у розв’язанні проблеми забезпечення поздовжньої стійкості РН «Зеніт» на всіх етапах її розроблення. Низка рекомендацій і технічних пропозицій, що були розроблені у відділі, реалізовані під час створення цієї ракети. Проведені теоретичні та експериментальні дослідження кавітаційних автоколивань у насосних системах живлення РРД дозволили вченому створити теорію кавітаційних автоколивань у таких системах. Теорію викладено в двох монографіях, які за своїм змістом і новизною отриманих результатів, на думку багатьох фахівців, не мають аналогів у світовій спеціальній літературі. Наукову та науково-організаційну діяльність Віктор Васильович успішно поєднує з викладацькою роботою. В 1971 р. його удостоєно ученим званням професора. Майже 20 років він навчав майбутніх інженерів-механіків, які успішно працюють у наукових установах та різних галузях промисловості.
У 1970—1972 і у грудні 1977 — грудні 1978 року — заступник керівника, у грудні 1978 — травні 1980 року — керівник Дніпропетровського відділення Інституту механіки Академії наук УРСР.
У травні 1980 — 2003 року — директор Інституту технічної механіки АН України в місті Дніпропетровську. З 2003 року — почесний директор Інституту технічної механіки НАН України.
У 1985—2008 роках — голова Придніпровського наукового центру Національної академії наук України та Міністерства освіти і науки України.
У 1993—2004 роках — академік-секретар Відділення механіки НАН України, у 1985—2008 роках — член Президії НАН України, з 2008 року — радник Президії НАН України.
Президент Українського товариства інженерів-механіків (з 1994), член Американського товариства інженерів-механіків (з 1995), Російської академії космонавтики імені Ціолковського (з 1996 Європейської академії наук (з 2002), Міжнародної академії астронавтики (з 2004), Міжнародної академії авторів відкриттів і винаходів.
Автор понад 300 публікацій, у тому числі 3-х монографій, 91 винаходів та 140 статей.

## Нагороди
- орден Трудового Червоного Прапора (1976)
- орден Жовтневої Революції (1982)
- орден князя Ярослава Мудрого 5-го ст. (1995), 4-го ст. (1998)
- медалі
- лауреат Державної премії СРСР у галузі науки і техніки (1990)
- лауреат Державної премії України в галузі науки і техніки (1997)
- лауреат премії імені Янгеля (1983)
- заслужений діяч науки і техніки України (2001)